# 스뱌토슬라우 바카르추크
스뱌토슬라우 이바노비치 바카르추크(우크라이나어: Святослав Іванович Вакарчук, 1975년 5월 14일 ~ )는 우크라이나의 음악가, 활동가, 정치인이다. 우크라이나의 여러 사회, 문화 분야에 적극 참여했다.

## 생애
우크라이나 무카체베에서 과학자 가문의 아들로 태어났다. 그의 아버지인 이반 바카르추크는 리비우 대학교에서 화학 교수로 근무했고 우크라이나 교육부 장관을 역임한 정치인이기도 하다. 리비우 대학교 재학 시절에 초대칭 박사 학위를 받았고 1994년에 결성된 우크라이나의 대표적인 록 밴드인 오케안 엘지에서 리드 보컬을 맡았다.
2005년에는 《누가 백만장자가 되고 싶은가?》의 우크라이나 버전 프로그램에 출연하여 처음으로 우승을 차지했고 100만 흐리우냐의 상금을 획득하는 영예를 안았다. 2007년 우크라이나 총선거에서 우리 우크라이나 블록 소속으로 출마하여 당선되었고 최고 라다에서 표현의 자유 담당 위원을 역임했다.
2013년 12월에는 유로마이단 시위에 참가하여 공연을 펼쳤다. 2019년 5월에는 우크라이나의 중도우파, 친유럽주의 정당인 목소리를 창당했다.